# Abraxas postfimbriata
Abraxas postfimbriata là một loài bướm đêm trong họ Geometridae.